# عبدالله مغربی
عبدالله مغربی (عربی: عبدالله علي مغربي؛ زادهٔ ۱۴ اوت ۱۹۹۵) بازیکن فوتبال اهل لبنان است.
وی همچنین در تیم‌های ملی فوتبال زیر ۲۳ سال لبنان و لبنان بازی کرده است.